# أبيات
أبيات هي شركة خليجية مساهمة مقفلة، تأسست عام 2005 وافتتحت أول معرض لها في الكويت في مارس 2008 . تم تطوير العلامة التجارية ومفهوم الشركة بشكل كامل في الكويت بحيث تتناسب تماماً مع احتياجات السوق في الخليج. 

## التاريخ
تعد أبيات واحدة من أولى شركات البيع بالتجزئة من نوعها في الشرق الأوسط، حيث تمحورت استراتيجيتها حول تلبية حاجات عملائها وتحقيق طموحاتهم من خلال توفير جميع متطلباتهم من مواد التشطيب والأثاث الداخلي والخارجي تحت سقف واحد.
تتماشى منتجاتنا مع أحدث التصاميم العصرية، أما خدماتنا فقد تم تصميمها بعناية ليحصل عملاؤنا على تجربة تسوق فريدة من نوعها. ونحن في أبيات نسعى لتحقيق استراتيجيتنا من خلال الاستعانة بمجموعة من أفضل الخبراء ذوي الكفاءات من مختلف الجنسيات والثقافات والخبرات الذين يجمع بينهم شغفهم الكبير لإرضاء عملائنا عبر تقديم خدمات ترقى لأعلى المقاييس العالمية.
ورغم أننا قد تخصصنا في بيع مواد التشطيب والتأثيث بالتجزئة، إلا أن العميل يبقى دائمًا محور خدماتنا ومصب اهتمامنا، وتدور جميع أنشطتنا حول العميل ابتداء من كيفية بناء وتقسيم وترتيب المعرض ليشعر العميل بالراحة أثناء تسوقه، وانتهاء بخدماتنا التي تم تصميمها بعناية لتوفير وقت وجهد عملائنا.
ومن المتوقع أن يحدث المفهوم الناجح لشركة أبيات وسمعتها الطيبة نقلة نوعية لسوق مواد التشطيب والتأثيث في الشرق الأوسط، علماَ بأننا نسعى ضمن خطتنا الطموحة للتوسع إلى إنشاء سلسلة تصل إلى 10 معارض تشمل المدن الرئيسية في منطقة الخليج العربي.

## أعضاء مجلس إدارة أبيات
خالد حسن أبل صادق رئيس مجلس الإدارة
عصام عبد القادر المهيدب نائب الرئيس
صلاح محمد عبد الله الزامل عضو مجلس إدارة
طارق بدر محمد الميلم عضو مجلس إدارة
عصام ماجد المهيدب عضو مجلس إدارة
نواف احمد المرزوق عضو مجلس إدارة
انديرس كريستر موبيرج عضو مجلس إدارة
المساهمين
- الشيخ/ عبد الله سالم صباح السالم الصباح
- زياد محمد هادي العوضي
- سناء فيصل عبد الرحمن النعمة
- شركة تراث الأجداد العقارية (مجموعة المرزوق)
- شركة تو انفست للتجارة العامة والمقاولات (خالد حسن أبل صادق)
- شركة عبد القادر المهيدب وأولاده
- طارق بدر محمد الميلم
- فريد سعود عبد العزيز الفوزان
- محمد عبد العزيز الثوينى
- نادر ابل حسن صادق
- ياسمين حسن ابل صادق

## فكرة أبيات
من الخبرات التجارية المتراكمة التي تتجاوز عشرات السنين للمؤسسين الرئيسيين مع رصد احتياجات السوق المختلفة والمتزايدة أشرقت فكرة تأسيس «أبيات» بحيث توفر أحدث وأوفر حلول البناء والتشطيب والأثاث في مكان واحد بحيث يكون فسيحاً ومريحاً مصحوباً بخدمات غير مسبوقة في السوق، مما يؤهلها لتكون الخيار الأول للأسرة الخليجية عندما يأتي قرار بناء أو ترميم أو تأثيث المسكن بشكل كامل.

## نشاط أبيات
بدأت «ابيات» نشاطها التجاري عبر معرضها الأول في منطقة الشويخ الصناعية في دولة الكويت عام 2008، وتم افتتاح معرضها الثاني في مدينة الخبر في المملكة العربية السعودية خلال عام 2012، وتم افتتاح المعرض الثالث والرابع على التوالي خلال عام 2014 في مدينتي الرياض وجدة، ليتم بعدها استهداف الأسواق الأخرى.

## أقسام أبيات
- مواد التشطيب

- الأثاث

## خدمات أبيات
- التوصيل
- التركيب
- التصميم ثنائي وثلاثي الأبعاد
- الاسعار متوسطة.
- ضمان (كفالة) المنتجات الأعلى في السوق

## فريق أبيات
أبيات شركة زاخرة بالتنوع الثقافي والعرقي وتتمتع بخبرات متنوعة من مختلف أنحاء العالم ويجمع فريقها المكون من أكثر من 1,800 موظف شغف خدمة العميل بأعلى معايير الخدمة وذلك بالالتزام بقيم أبيات (العطاء / الصدق / العمل الجماعي / الاحترام / المسئولية)

## أبيات والمجتمع
تلتزم أبيات بخدمة المجتمع الذي تتواجد فيه عبر عدة وسائل، أبرزها:
- أولوية التوظيف للمواطنين
- إجراء دورات تثقيفية مجانية مستمرة عن البناء لغير المتخصصين
- دعم الأنشطة الداعمة للبناء والأسرة حسب الجدول السنوي

## قصة الشركة
تؤمن «أبيات» أن الإمكانيات متوفرة للعرب للنجاح في الميدان التجاري منذ فجر التاريخ، فجزيرة العرب كانت منطقة تجارية نشطة للغاية ومعبراً للقوافل وحلقة للوصل ما بين مختلف الأطراف بحكم موقعها الجغرافي، وفي الحاضر تتعزز هذه الإمكانيات بالطاقة البشرية الهائلة التي تتجاوز الـ 30 مليون نسمة بخلاف الإمكانيات المادية الكبيرة المتاحة، مع الإدراك التام أن طبيعة احتياجات المنطقة من مواد البناء والأثاث تختلف عن الأسواق الأجنبية وذلك للكثير من العوامل (الطبيعة المناخية على سبيل المثال).
ومنذ بدء «أبيات» نشاطها التجاري وفرت مواد البناء والأثاث لعشرات الآلاف من الوحدات السكنية الجديدة والقائمة ـ مع إتساع قاعدة عملائها لتتجاوز الـ 100,000 عميل ما بين أفراد وشركات، بمعدل نمو مبيعات يتجاوز الـ 35 % سنوياً.
وبدأت أبيات خطة توسعتها في عام 2012 وذلك عبر افتتاح أول معرض لها خارج الكويت، على أن تستكمل تواجدها في كافة المدن الخليجية الرئيسية مع نهاية عام 2017، لتنطلق بعدها إلى الأسواق الأخرى.